# Нистер (город в Германии)
Нистер (нем. Nister) — община в Германии, в земле Рейнланд-Пфальц.
Входит в состав района Вестервальд. Подчиняется управлению Хахенбург. Население составляет 956 человек (на 31 декабря 2010 года). Занимает площадь 5,42 км².